# José Pedro Pérez-Llorca
José Pedro Pérez-Llorca Rodrigo (Cádiz, 30 de noviembre de 1940-Madrid, 6 de marzo de 2019) fue un político, diplomático y jurista español, uno de los siete padres de la actual Constitución española.

## Biografía
Trasladado con su familia a Madrid, allí cursó sus estudios secundarios y se licenció en Derecho por la Facultad de Derecho (Universidad Complutense de Madrid) con premio extraordinario fin de carrera. Complementó sus estudios en diversos países europeos lo que le permitió ingresar en la carrera diplomática y, más tarde, acceder por oposición a las Cortes Generales como letrado.

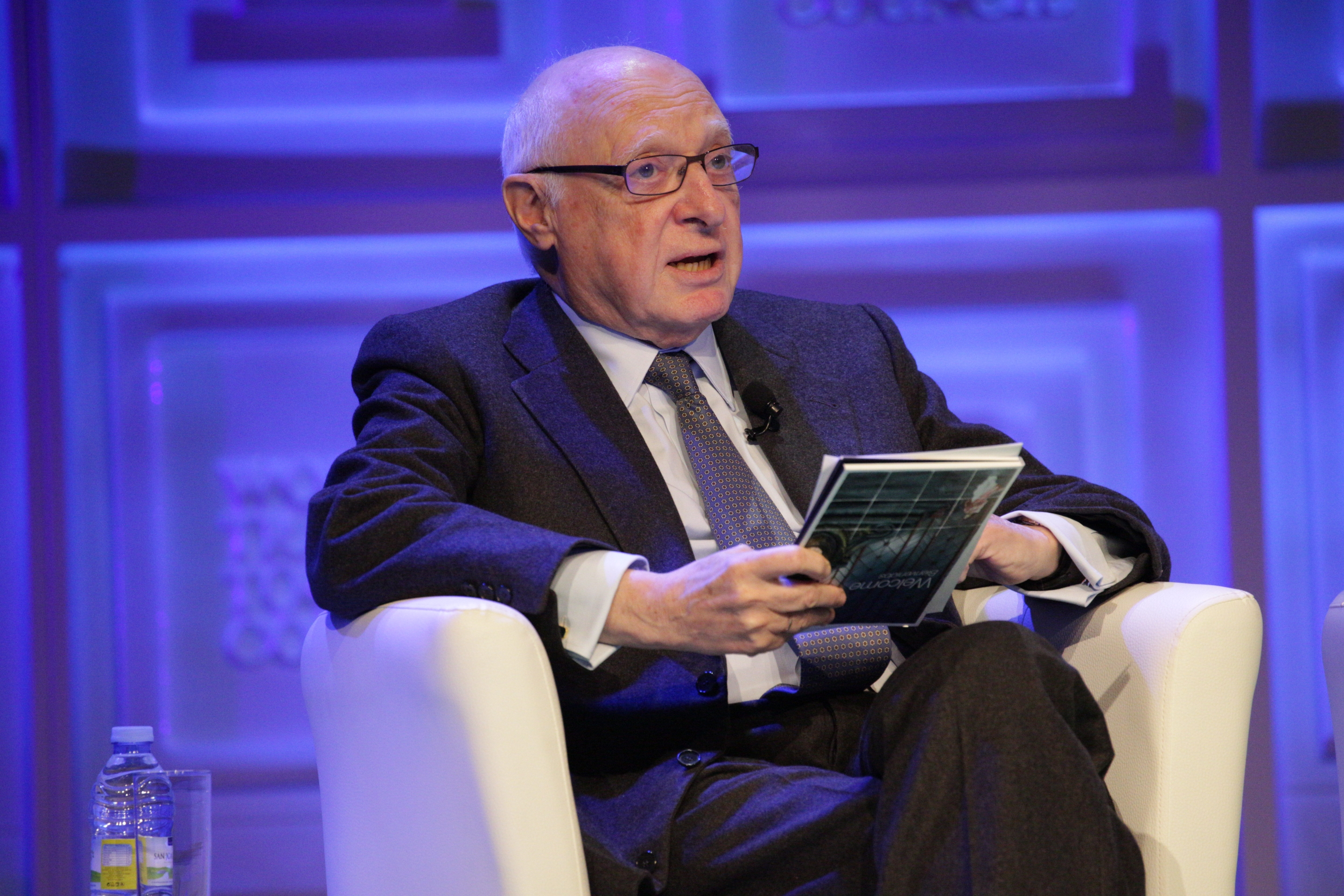
Fotografiado en abril de 2015 durante la cumbre del World Travel and Tourism Council, cuando era presidente del Patronato del Museo del Prado.

Se integró en la Unión de Centro Democrático (UCD) y Adolfo Suárez lo nombró en la I legislatura sucesivamente ministro de la Presidencia, ministro de Administración Territorial en 1980 y, ese mismo año, en una nueva remodelación del gobierno, ministro de Asuntos Exteriores, cargo que ocupó también tras el fallido golpe de Estado de 1981 con el gobierno de Leopoldo Calvo-Sotelo y hasta la victoria electoral del Partido Socialista Obrero Español en el otoño de 1982. Fue diputado en el Congreso desde 1977 hasta 1982.
El derrumbe de la UCD le llevó a abandonar la actividad política, dedicándose a su profesión como abogado. También participó en diversas empresas nacionales e internacionales como socio, accionista o consejero (Kuwait Petroleum Corporation, Iberia, Loewe), compaginando dicha actividad con la de profesor encargado de Derecho Constitucional en la Facultad de Ciencias Políticas y Sociología (Universidad Complutense de Madrid). Fue doctor honoris causa por la Universidad Nacional de Educación a Distancia en 1991 por haber sido uno de los siete ponentes, llamados padres, de la Constitución española de 1978, así como de la Universidad Europea y la Universidad Pontificia Comillas en 2018. En octubre de 2012 fue elegido presidente del Patronato del Museo del Prado.
Fue fundador del despacho de abogados Pérez-Llorca. Colaboró con los Legionarios de Cristo. Su hija Carmen fue diputada en la Asamblea de Madrid y ocupó diferentes cargos durante los gobiernos de Esperanza Aguirre.

## Distinciones honoríficas
- Doctor honoris causa por la UNED (1991).
- Hijo predilecto de la provincia de Cádiz (2013).[7]
- Doctor honoris causa por la Universidad Europea (2018).
- Doctor honoris causa por la Universidad Pontificia Comillas (2018).[8]